# Erik Axel Karlfeldt
Erik Axel Karlfeldt   (Folkärna, 20 de juliol de 1864 - Engelbrekt, 8 d'abril de 1931), pseudònim d'Erik Axel Eriksson, fou un poeta suec guardonat amb el Premi Nobel de Literatura l'any 1931.

## Biografia
Va néixer al sí d'una família de miners. L'any 1889, adoptà el nom d'Erik Axel Karlfeldt per a distanciar-se del seu pare, el qual havia estat condemnat a la presó per un delicte criminal. Va estudiar a la Universitat d'Uppsala i, més endavant, fou nomenat docent en una escola de Djursholm, suburbi d'Estocolm, i en una escola per a adults. En finalitzar els seus estudis, aconseguí entrar a treballar a la Kungliga Biblioteket (Biblioteca Reial de Suècia), càrrec que ocupà durant 5 anys.
El 1904, fou escollit membre de l'Acadèmia Sueca, ocupant la cadira número 11. El 1905, va ser escollit membre de l'Institut Nobel de l'Acadèmia i, el 1907, del Comitè Nobel. L'any 1912, fou nomenat secretari permanent de l'Acadèmia, càrrec que va mantenir fins a la seva mort. Karlfeldt morí el 8 d'abril del 1931 a la ciutat d'Estocolm.

## Obra literària
Com a poeta, va aconseguir des de l'inici de la seva obra una gran popularitat, i figura avui dia com un dels poetes suecs més estimats de tots els temps. Dotat amb gran sentit de l'humor i fantasia, la natura i la vida al camp solen ser els temes principals de les seves obres, 
L'any 1931, fou guardonat amb el Premi Nobel de Literatura, honor que havia rebutjat el 1918, pel conjunt de la seva obra.

## Obra seleccionada
- 1895: Vildmarks och kärleksvisor
- 1898: Fridolins visor
- 1901: Fridolins lustgård och Dalmålningar på rim
- 1906: Flora och Pomona
- 1918: Flora och Bellona
- 1927: Hösthorn